# Margaretha Fredkulla
Margaretha Fredkulla (overleden op 4 november 1130) was een Zweedse prinses die door haar huwelijken van 1101 tot 1103 koningin-gemalin van Noorwegen en van 1104 tot aan haar dood koningin-gemalin van Denemarken. Ze behoorde tot het huis Stenkil.

## Levensloop
Margaretha Fredkulla was een dochter van koning Inge I van Zweden uit diens huwelijk met Helena van Östergotland. Haar geboortedatum en -plaats zijn niet overgeleverd.
In 1101 huwde ze met koning Magnus III van Noorwegen (1073-1103). Het huwelijk werd gearrangeerd als onderdeel van een vredesverdrag tussen Zweden en Noorwegen, maar bleef kinderloos. Ze bracht als bruidsschat uitgebreide Zweedse landgoederen, vermoedelijk in Västergötland, mee. In 1103, na twee jaar huwelijk, werd ze weduwe, waarna ze snel Noorwegen verliet. Haar vertrek uit Noorwegen werd door de Noren als een verwijt beschouwd en ze werd zelfs beschuldigd van de diefstal van de relieken van de heilige koning Olaf II van Noorwegen.
In 1105 hertrouwde Margaretha met koning Niels van Denemarken (1065-1134), die een jaar eerder de Deense troon had bestegen. Ze kregen twee zonen: de jong gestorven Inge en Magnus (1107-1134), die later koning van Zweden zou worden. Haar tweede echtgenoot werd omschreven als een passieve monarch die het regeren van zijn land aan anderen overliet. Met zijn toestemming regeerde Margaretha over Denemarken. Ze werd beschouwd als een wijze heerser, en onder haar bewind waren de relaties tussen Denemarken en haar moederland Zweden zeer vredevol. Ook sloeg ze haar eigen munten, een unicum voor koningin-gemalinnen in haar tijd.
In 1110 stierf haar vader Inge I, waarna diens neef Filips de Zweedse troon besteeg. Niettemin deelden ook Margaretha en haar zus Catharina Ingesdotter in de erfenis van hun vader. Haar oudste zus Christina Ingesdotter, die als echtgenote van grootvorst Mstislav I in het Kievse Rijk leefde, kreeg geen deel van de erfenis; ze woonde te ver weg volgens de Zweden. Margaretha deelde haar erfenis met haar nichten Ingrid Ragnvaldsdotter in Noorwegen en Ingeborg Mstislavna in Denemarken, waarbij ze de vrouwen elk een vierde van haar geërfde domeinen gaf.
Margaretha Fredkulla overleed in 1130. Na haar dood hertrouwde Niels van Denemarken met Ulvhild Haakansdotter, de weduwe van koning Inge II van Zweden. Margaretha's landerijen in Zweden vormden een machtsbasis voor haar zoon Magnus I, die na de dood van koning Inge II van Zweden de Zweedse troon claimde en regeerde als koning Magnus I van Zweden.